# Lumarzo
Lumarzo (en ligur Lumarsu o Lûmarso) és un comune italià, situat a la regió de la Ligúria i a la ciutat metropolitana de Gènova. El 2011 tenia 1.601 habitants. L'ajuntament es troba a la frazione de Ferriere.

## Geografia
Es troba en la petita vall de Fontanabuona, a l'est de Gènova. Té una superfície de 25,51 km² i les frazioni de Boasi, Campi, Carega, Case Soprane, Castello, Cerese, Chiappato, Cornega, Costa della Ca', Craviasco, Crovara, Ferriere, Forca, Gattorne, Lagomarsino, Lainà, Pannesi, Piancerese, Piane, Recroso, Rossi, Sanguinara, Santuario di Nostra Signora del Bosco, Scagliola, Scagnelli, Tasso, Tassorello, Tolara i Vallebuona. Limita amb les comunes de Bargagli, Davagna, Neirone, Sori, Torriglia i Uscio.